# Карл Стефан Австрийски
Карл Стефан Ойген Виктор Феликс Мария Австрийски фон Хабсбург-Лотарингия (на немски: Karl Stephan von Österreich; Karl Stephan Eugen Viktor Felix Maria von Habsburg-Lothringen, от 1919 г.: Karl Stephan Habsburg-Lothringen; на полски: Arcyksiążę Karol Stefan Habsburg; * 5 септември 1860, Жидлоховице (Groß Seelowitz) при Бърно; † 7 април 1933, Живец) е австрийски ерцхерцог от династията Хабсбург-Лотаринги и адмирал на австро-унгарския флот, кандидат за короната на Полша през Първата световна война.

## Живот
Той е третият син на ерцхерцог Карл Фердинанд Австрийски (1818 – 1874) и съпругата му ерцхерцогиня Елизабет Франциска Мария Австрийска (1831 – 1903), дъщеря на ерцхерцог Йозеф Антон Йохан Австрийски, палатин на Унгария, и третата му съпруга Мария Доротея Вюртембергска. По-малък брат е на Фридрих (1856 – 1936), херцог на Тешен, и на Мария-Кристина (1858 – 1929), омъжена през 1879 г. за испанския крал Алфонсо XII. Полубрат е на Мария Тереза (1849 – 1919), по-късната кралица на Бавария.
Карл Стефан е от 1879 до 1896 г. е в австро-унгарската марина. През 1911 г. е повишен на адмирал. През юни 1916 г. Карл Стефан е предложен от немската страна за регент на Полша. Император Франц Йозеф I, който също иска да бъде полски крал, отхвърля това предложение.
Карл Стефан живее с фамилията си в Живец и говори добре полски.

## Фамилия
Карл Стефан се жени на 28 февруари 1886 г. във Виена за ерцхерцогиня Мария Терезия от Австрия-Тоскана (1862 – 1933), дъщеря на ерцхерцог Карл Салватор Австрийски-Тоскана и на Мария Имакулата от Неапол-Сицилия от династията Бурбон-Сицилия. Двамата имат шест деца:
- Елеонора Мария (1886 – 1974) ∞ 1913 (морганатичен брак) Алфонс фон Клос (1880 – 1953)
- Рената Мария (1888 – 1935) ∞ 1909 принц Хиеронимус Радзивил (1885 – 1945)
- Карл Албрехт (1888 – 1951), принц на Алтенбург, ∞ 1920 Алиса Анкаркрона (1889 – 1985), вдовица графиня Бадени
- Мехтхилдис Мария Христина (1891 – 1966) ∞ 1913 принц Олгиерд Чарторийски
- Лео Карл (1893 – 1939) ∞ 1922 графиня Мария-Клотилда дьо Монжое-Водри (1893 – 1978)
- Вилхелм (1895 – 1948), кандидат за престола на Украйна